# Klooster Cenakel (Utrecht)
Het klooster Cenakel is een kloostergemeenschap aan de Sint-Willibrordusstraat 34 in Utrecht.

## Geschiedenis
Sinds 1999 hebben de aanbiddingszusters van de congegratie
Dienaressen van de Heilige Geest van de Altijddurende Aanbidding (officieel Congregatio Servarum Spiritus Sancti de Adoratione perpetua (SSpSAp), ook genoemd roze zusters), hun klooster gevestigd in de voormalige Ludgeruskleuterschool (1924-1977) en later Ludgerkapel (1978-1997) van de in 1977 afgebroken Ludgeruskerk. Van 1927 tot 1999 zaten de slotzusters in het gelijknamige klooster Cenakel in Soesterberg.
Agnietenklooster · Andreasklooster · Sint-Barbaraklooster · Begijnhof · Klooster Bethlehem · Brigittenklooster · Catharijneconvent · Ceciliaklooster · Cellebroedersklooster · Klooster Cenakel · Duitse Huis · Hieronymusconvent · Jeruzalemklooster · Karmelietenklooster · Kathedraalschool · Maria Magdalenaklooster · Mariëndaal · Minderbroederklooster · Nieuwlicht · Sint-Nicolaasklooster · Paulusabdij · Predikherenklooster · Regulierenklooster · Sint-Servaasabdij · Sint-Stevensabdij · Sint Ursulaklooster · Vredendaal · Wittevrouwenklooster